# Gelehrtenschule des Johanneums
La Gelehrtenschule des Johanneums (Escuela Académica del Johanneum) es un Gymnasium de Hamburgo, Alemania. Es la institución educativa más antigua de Hamburgo que aún sigue operando, fundada en 1529 por Johannes Bugenhagen. El enfoque educativo está dirigido hacia las lenguas clásicas y es conocida por ser el alma mater de numerosos dirigentes políticos y científicos de Alemania. De carácter público (operado y financiado por la ciudad de Hamburgo), el instituto es uno de las más codiciados por los alumnos de último de primaria dentro del ámbito estatal.

## Hermanamientos
La escuela está hermanada con dos escuelas de Londres, Latymer Upper School y Godolphin and Latymer School.

## En la cultura popular
En la novela de Julio Verne, Viaje al Centro de la Tierra, uno de los protagonistas, Otto Lidenbrock, es un profesor del Johanneum.

## Actividades complementarias

### Hödhütte
La Hödhütte es la sede rural del Johanneum, arrendada desde 1970 en el Radstädter Tauern, Austria. Las condiciones son muy sencillas: sólo un grifo, se duerme en literas comunales, no hay ninguna televisión ni teléfono y el alumnado no puede traer móviles. Todos los alumnos deben pasar 11 días en la Hördhütte durante su séptimo año de escolarización para construir un espíritu comunitario y fortalecer el carácter. El alumnado también aprende ahí a esquiar.
Adicionalmente, los alumnos pueden pasar sus vacaciones en Hödhütte.

### Excursiones
La escuela incluye como parte del currículo la visita a sitios de la antigüedad clásica. El Verein zur Förderung von Schulreisen un klassische Stätten e.V. gestiona estas actividades.

## Bibliotheca Johannei
La biblioteca de la escuela se llama Bibliotheca Johannei. Tiene 55,000 libros escritos en griego, latín, inglés, francés, italiano y alemán. Contiene las primeras ediciones de muchos de los hitos de la literatura europea. El libro más antiguo es una Biblia en latín datada de 1491.

## Profesores
Algunos profesores de la escuela:
- Anton Lichtenstein (profesor / Director)
- Johannes Classen (profesor / Director 1864-1874)
- Johann Gottfried Gurlitt
- Richard Hoche (profesor / Director 1874-1887)
- Johann Hübner
- Adolf Kiessling
- Theodor Kock
- Ernst Gottlob Köstlin
- Hermann Cäsar Aníbal Schubert
- Gottlob Reinhold Sievers
- Georg Philipp Telemann (Cantor)
- Carl Philipp Emanuel Bach (Cantor)
- Christian Friedrich Gottlieb Schwenke (Director de música de Iglesia y Cantor)

## Alumni
La escuela tiene un sociedad de exalumnos llamada Verein ehemaliger Schüler der Gelehrtenschule des Johanneums zu Hamburgo e.V. Tiene 1.300 miembros. Una de sus funciones principales es para proporcionar dinero para las actividades escolares.
Entre los exalumnos famosos de la institución se cuentan:
| - Christian Wilhelm Alers - Wilhelm Amsinck - Eduard Arning - Heinrich Barth - Johann Bernhard Basedow - Marcus Speh Birkenkrahe - "Büdi" Christian Blunck - Peter van Bohlen - Justus Brinckmann - Barthold Heinrich Brockes - Johann Heinrich Burchard - Johannes Classen - Diedrich Diederichsen - Hans Driesch - Johann Franz Encke - Barthold Feind - Gottfried Forck - Hinnerk Fock - Ludwig Gerling - Ralph Giordano - Martin Haller - Tobias Hauke - Friedrich Hebbel - Gerrit Heesemann - Heinrich Hertz - Gustav Ludwig Hertz - Gerhard Herzberg - Johann Michael Hudtwalcker - Hans Jauch | - Walter Jens - Peter Katzenstein - Harry Graf Kessler - Bernhard Klefeker - Johann Carl Knauth - Franz Knoop - Theodor von Kobbe - Volker Lechtenbrink - Eduard Lohse - Walter Matthaei - Max Mendel - Eduard Meyer - Daniel Gotthilf Moldenhawer - Johann Georg Mönckeberg - August Johann Wilhelm Neander - Hans Georg Niemeyer - Max Nonne - Hans Erich Nossack - Adolf Overweg - Fredrik Pacius - Carl Friedrich Petersen - Wolfgang Petersen - Martin Eduard Warner Poelchau - Robert Wichard Pohl - Wolfgang Ratke - Hermann Samuel Reimarus - Johann Wilhelm Rautenberg - Johann Rist - Erwin Rohde | - Albrecht Roscher - Thomas G. Rosenmeyer - Philipp Otto Runge - Hjalmar Schacht - Heinrich Gottlieb Schellhaffer - Leif Schrader - Carl August Schröder - Friedemann Schulz von Thun - Ulrich Seelemann - Gottfried Semper - Kurt Sieveking - Eduard Wilhelm Sievers - Wilhelm Sievers - Morris Simmonds - Bruno Streckenbach - Georg Michael Telemann - Bernhard Tollens - Karl Ulmer - Paul Gerson Unna - Werner von Melle - Aby Warburg - Friedrich Wasmann - Christian Wegner - Dietrich Wersich - Wilhelm Heinrich Westphal - Johann Hinrich Wichern - Henrik Wiese - Wolfgang Zeidler - Paultheo von Zezschwitz - Axel Zwingenberger |